# Jeanne Soffriau
Jeanne Françoise Soffriau, ook Jeanne Pousset-So(u)ffriau of Jeanne Pousset, (Anderlecht, 20 juli 1910 - onbekend) was een Belgische atlete, die gespecialiseerd was in de middellange afstand, het veldlopen en het verspringen. Zij werd elfmaal Belgisch kampioene.

## Biografie
Soffriau werd in 1933 Belgisch kampioene op de 800 m. Dat jaar verbeterde ze het Belgisch record op de 800 m van Julia Vandevelde naar 2.28,2. Het jaar nadien kon ze haar titel verlengen. Tussen 1935 en 1939 werd ze viermaal Belgisch kampioene veldlopen. Ze kon ook nog drie extra titels behalen op de 800 m, in 1937 met een Belgisch record.
Soffriau nam in 1938 als Pousset deel aan de Europese kampioenschappen in Wenen. Ze werd veertiende in het verspringen en werd uitgeschakeld in de reeksen van de 200 m. In 1939 werd ze Belgisch kampioene op de 200 m en het speerwerpen.
Soffriau was aangesloten bij Cercle Athlétique Féminin Schaarbeek.

## Belgische kampioenschappen
| Onderdeel   | Jaar                         |
| ----------- | ---------------------------- |
| 200 m       | 1939                         |
| 800 m       | 1933, 1934, 1936, 1937, 1938 |
| veldlopen   | 1935, 1936, 1938, 1939       |
| speerwerpen | 1939                         |

## Persoonlijke records
| Onderdeel | Prestatie      | Datum        | Plaats     |
| --------- | -------------- | ------------ | ---------- |
| 800 m     | 2.25,0 (ex-NR) | 18 juli 1937 | Schaarbeek |

## Palmares

### 100 m
- 1939:  BK AC

### 200 m
- 1938: 5e in reeks  EK in Wenen - 27,5 s
- 1939:  BK AC - 27,0 s

### 800 m
- 1932:  BK AC
- 1933:  BK AC - 2.33,0
- 1934:  BK AC - 2.33,0
- 1936:  BK AC - 2.35,2
- 1937:  BK AC - 2.25,0 (NR)
- 1938:  BK AC - 2.25,2

### verspringen
- 1936:  BK AC - 4,36 m
- 1938:  BK AC - 4,59 m
- 1938: 14e EK in Wenen - 4,51 m
- 1939:  BK AC - 4,97 m

### speerwerpen
- 1939:  BK AC - 24,37 m

### veldlopen
- 1931: 10e Landencross in Dublin
- 1935:  BK in Dilbeek
- 1936:  BK in Sint-Pieters-Woluwe
- 1938:  BK in Dilbeek
- 1939:  BK in Dilbeek